# Aislamiento geográfico

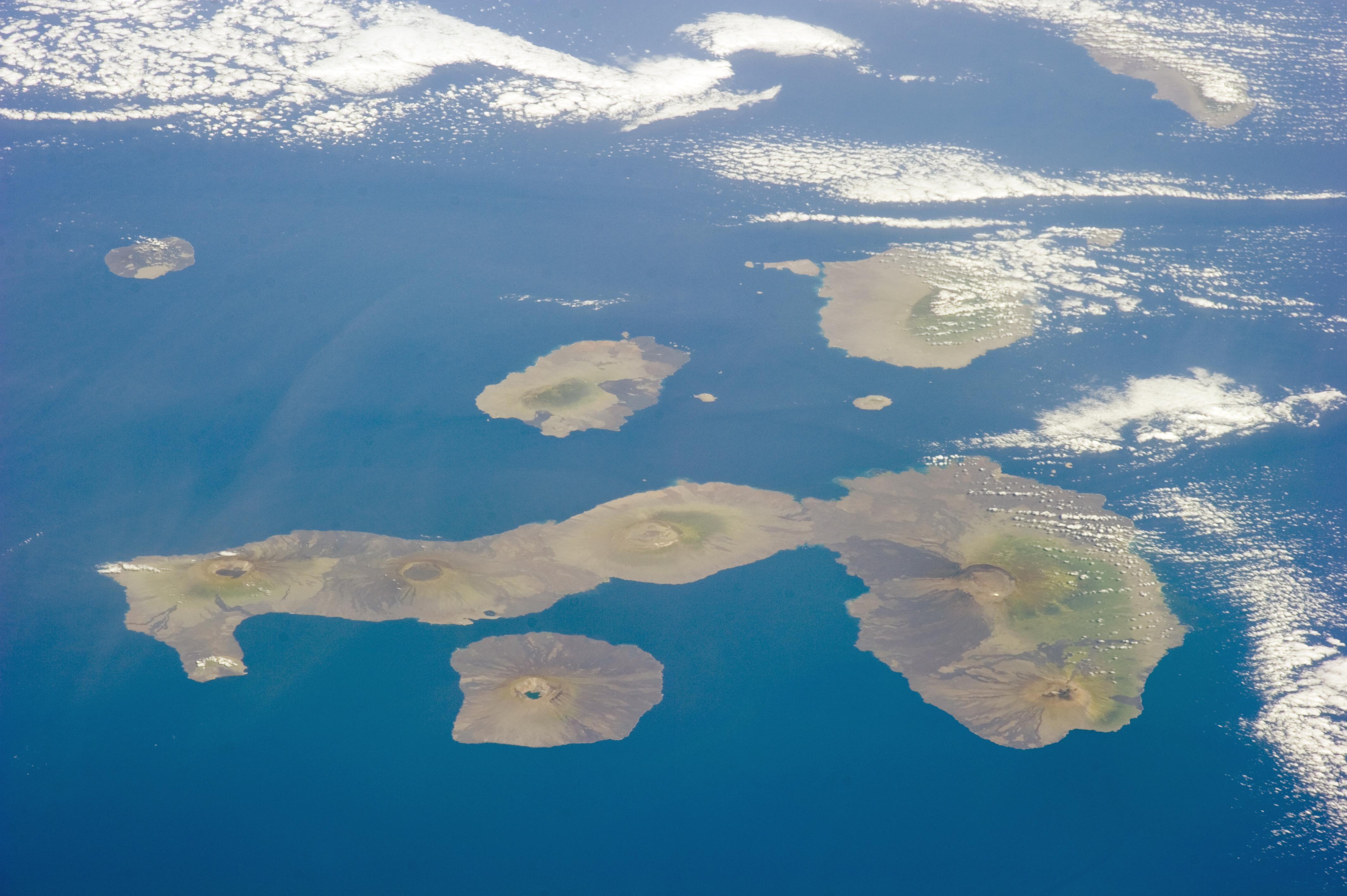
Las islas Galápagos. Un caso muy estudiado de aislamiento geográfico.

El aislamiento geográfico es un proceso por el cual  poblaciones son separadas del resto debido a un accidente geográfico natural o artificial. Dependiendo de su tamaño, el aislamiento geográfico puede provocar el surgimiento de nuevos comportamientos sociales e incluso de nuevas especies, lo que se conoce como especiación alopátrica, pero también la extinción del grupo aislado.
No existen unas dimensiones mínimas para que un accidente geográfico produzca el aislamiento, depende mucho de la capacidad de las especies aisladas. Igualmente, tampoco se conoce una cantidad de individuos por encima o por debajo de la cual surjan nuevas especies. De lo que sí se tiene certeza es de constituir un acicate importante para incrementar la biodiversidad, pero no el único.

## Definición
El aislamiento geográfico es un fenómeno por el cual un grupo de seres vivos se ve privado físicamente de la relación con sus congéneres del mismo las poblaciones aisladas pueden seguir dos caminos distintos: o bien desarrollan sus propias pautas de conducta, e incluso sus propias tipologías, o bien terminan extinguiéndose.
El aislamiento suele deberse a fenómenos geológicos, como el surgimiento de una montaña, la separación de dos continentes o el afloramiento de islas por actividad volcánica. Pero acciones humanas transformadoras pueden producir el mismo efecto, sería el caso de grandes obras de infraestructura, talas masivas, cultivos extensivos..., según García (2002, p. 47 y siguientes).
Autores como Audesirk y Byers (2004, p. 275) recogen la idea de que los aislamientos geográficos son una fuente de biodiversidad, al constituir un estímulo para que los grupos se aíslen reproductivamente, llegados a este extremo el grupo es considerado una especie nueva. Sin embargo esta postura no es unánime ya que no necesariamente un fenómeno desemboca en el otro. El aumento de la biodiversidad dependerá también de otros factores como la cantidad de individuos aislados, hacen hincapié Audesirk, Audesirk y Byers (2003, p. 315).

## Contribución a la extinción

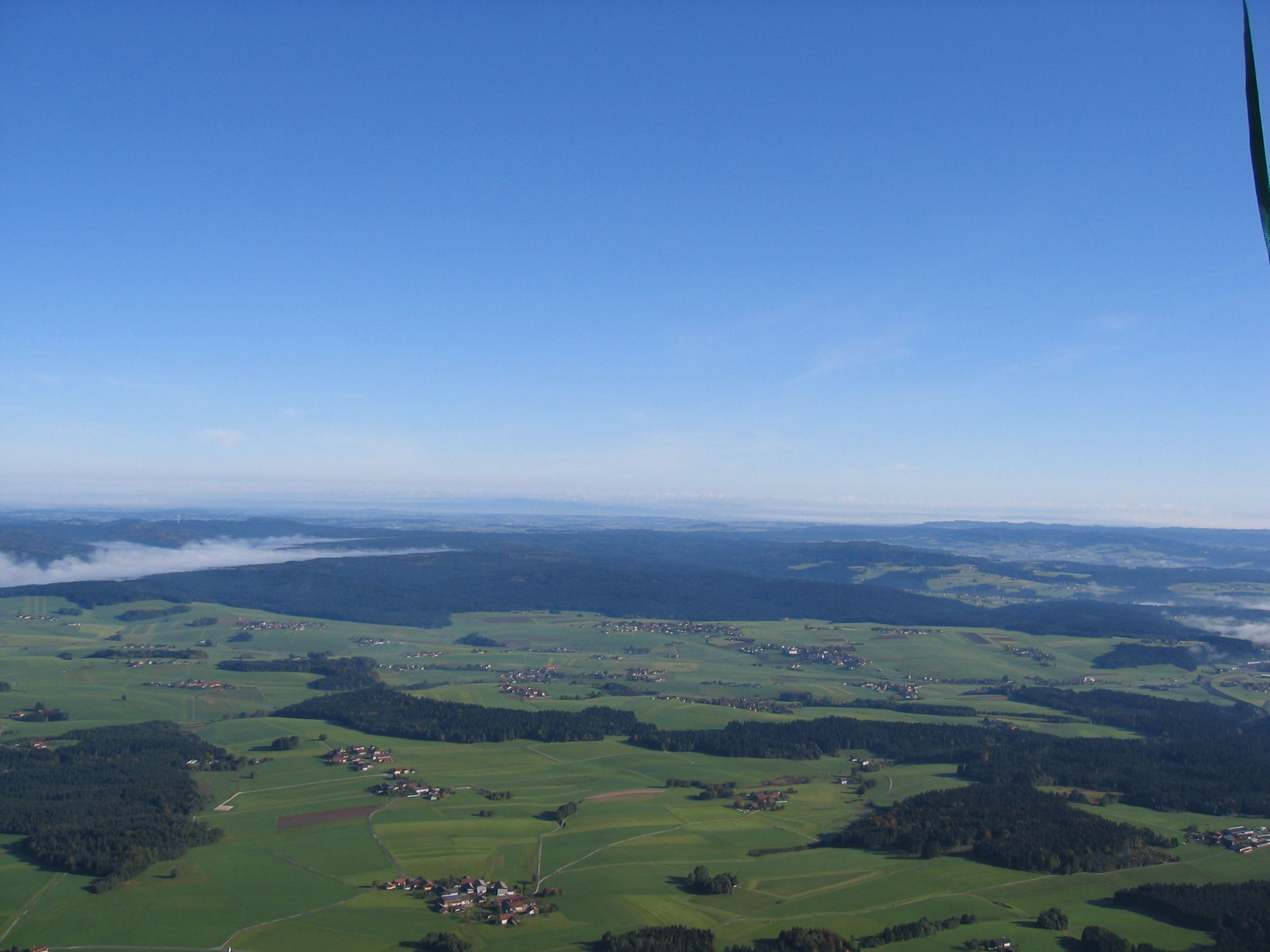
Bosques aislados por cultivos en Austria.

Uno de los efectos del aislamiento es la extinción si su población no encuentra suficientes recursos para mantener la diversidad genética suficiente. En ese momento la endogamia puede terminar con la población. Sin embargo, el número mínimo de parejas y la extensión que necesitan para vivir puede variar con las especies. Entre los mamíferos suele considerarse imprescindible una cantidad no inferior a treinta individuos, veinte contando con suerte.
El aislamiento que desemboca en la extinción puede deberse tanto a fenómenos naturales como a otros de origen humano. Un caso típico lo constituyen las grandes infraestructuras de comunicaciones. En varios países las autopistas deben estar valladas en su totalidad, para evitar accidentes por la entrada de peatones o de fauna. Con las mismas protección deben contar los trenes de accidentes mucho mayores, por ejemplo el coyote supera ríos caudalosos, cadenas montañosas o cañones, puntualizan Campbell, Mitchell y Reece (2001, p. 286).
Una segunda influencia negativa del aislamiento aparece cuando este no consigue restringir el movimiento de las poblaciones, pero las priva de las suficientes fuentes de alimentos y del espacio para subsistir. Sería el caso de los cultivos o las simples carreteras sin vallar. Los primeros pueden recortar tanto el hábitat que los seres vivos no son capaces de conseguir los recursos suficientes. El trazado de una carretera, por su parte, puede fragmentar el bosque en dos, tres o más partes, dejando masas boscosas que juntas serían suficientes para garantizar el sustento, pero no separadas. Con todo, que la transformación humana llegue a producir extinciones depende también de la especie aislada y su capacidad de adaptación. Así, los lobos españoles son capaces de vivir y procrear en los estrechos linderos entre fincas, constatan Banco y Cortés (2002).

## Contribución a la biodiversidad
Charles Darwin ya intuyó que los aislamientos podían producir nuevas especies. Posteriormente se ha descubierto la capacidad de las poblaciones pequeñas para diversificarse con más facilidad que las grandes. Un caso estudiado es el de las islas Galápagos, donde las trece especies de aves existentes derivan de una inicial que debió llegar en un número pequeño.
Pese a todo,Campbell, Mitchell y Reece (2001, p. 288) subrayan que no todas las especies surgen por aislamiento geográfico. Este constituye un acicate, pero el mismo Darwin ya resaltó la tendencia a la diversificación dentro de la misma comunidad, pese a no descubrir el modo en que se producía esta diferenciación. Posteriormente se ha constatado la importancia de las mutaciones y de la recombinación genética de los cromosomas durante la fecundación.